# Општине у Агваскалијентесу
Мексичка савезна држава Агваскалијентес има 11 општина:
| INEGI ко̑д | Општина                   | Седиште                   | Основана | Етимологија                                                                                 | Популација (2020) | Површина ( 2) |
| --------- | ------------------------- | ------------------------- | -------- | ------------------------------------------------------------------------------------------- | ----------------- | ------------- |
| 001       | Агваскалијентес           | Агваскалијентес           | 1575.    | Топли извори у околини                                                                      | 948 990           | 1168.72       |
| 002       | Асијентос                 | Асијентос                 | 1916.    | Наша госпа од Витлејема са престолом у Ибари                                                | 46 492            | 547.74        |
| 003       | Калвиљо                   | Калвиљо                   | 1771.    | Дон Хосе Калвиљо, власник хацијенде Сан Николас, у долини Уехукар                           | 58 250            | 931.26        |
| 004       | Косио                     | Косио                     | 1857.    | Фелипе Косио, гувернер државе                                                               | 15 373            | 128.90        |
| 005       | Хесус Марија              | Хесус Марија              | 1699.    | Исус Христ и Марија                                                                         | 129 929           | 506.45        |
| 006       | Пабељон де Артеага        | Пабељон де Артеага        | 1965.    | Хацијенда Пабељон, око које се формирао град, и генерал Хосе Марија Артеага                 | 42 600            | 233.15        |
| 007       | Ринкон де Ромос           | Ринкон де Ромос           | 1915.    | Донови Ромо де Вивар и Ринкон де Ортега, који су трговали старим градом Чора 1658. г.       | 49 156            | 130.33        |
| 008       | Сан Хосе де Грасија       | Сан Хосе де Грасија       | 1673.    | Свети Јосиф Праведни                                                                        | 9 443             | 866.08        |
| 009       | Тепезала                  | Тепезала                  | 1573.    | Наватл реч са значењем „место између брда̂”                                                  | 20 100            | 499.18        |
| 010       | Ел Љано                   | Пало Алто                 | 1992.    | Равница на којој се општина налази                                                          | 19 242            | 500.85        |
| 011       | Сан Франсиско де лос Ромо | Сан Франсиско де лос Ромо | 1992.    | Фрања Асишки и породица Ромо, која је 1879. године купила земљу на којој се општина налази. | 61 997            | 134.07        |